# Neverita aulacoglossa
Neverita aulacoglossa is een slakkensoort uit de familie van de Naticidae. De wetenschappelijke naam van de soort is voor het eerst geldig gepubliceerd in 1909 door Pilsbry & Vanatta.